# Station Bur
Station Bur is een spoorweghalte in het Deense Bur in de gemeente Holstebro. Het station ligt aan de lijn Esbjerg - Struer.